# Buzhuang
Buzhuang (kinesiska: 卜庄镇, 卜庄) är en köping i Kina. Den ligger i provinsen Shandong, i den östra delen av landet, omkring 230 kilometer öster om provinshuvudstaden Jinan. Antalet invånare är 53 474. Befolkningen består av 26 864 kvinnor och 26 610 män. Barn under 15 år utgör 13,0 %, vuxna 15-64 år 73 %, och äldre över 65 år 13,0 %.
Genomsnittlig årsnederbörd är 706 millimeter. Den regnigaste månaden är juli, med i genomsnitt 240 mm nederbörd, och den torraste är januari, med 11 mm nederbörd.